# Evan Taylor
Evan Taylor, est un footballeur international jamaïcain, né le 25 janvier 1989 à Savanna-la-Mar. Évoluant au poste de milieu de terrain, il fait ses débuts professionnels avec le Reno FC. Il est actuellement en prêt au Harbour View FC. 

## Biographie
Evan Taylor commence le football au sein de la Godfrey Stewart High School puis commence sa carrière en club au Reno FC où il évolue sous l'autorité de l'ancien joueur de l'équipe nationale jamaïcaine et entraîneur, Wendell Downswell. Ses performances en club lui ouvre les portes de l'équipe nationale et le sélectionneur René Simões le fait débuter lors des éliminatoires de la Coupe du monde 2008,. Il joue également avec l'équipe nationale des moins de 20 ans le championnat CONCACAF des moins de 20 ans.
En 2009, il est prêté au Vancouver Whitecaps Residency, la réserve des Vancouver Whitecaps, pendant l'intersaison du championnat puis après une saison plein avec le Reno FC, il s'engage, le 16 mars 2011, pour une saison avec le Charleston Battery en USL Pro.
Evan Taylor rejoint le Harbour View FC en prêt pour la saison 2012-2013 et remporte avec le club le titre de champion,.

## Palmarès
- Champion de Jamaïque en 2012 avec Harbour View FC.
- Champion de division 2 de Jamaïque en 2010 avec le Reno FC.